# Quehué
Quehué est une localité rurale argentine située dans le département d'Utracán, dans la province de La Pampa.

## Démographie
La localité compte 422 habitants (Indec, 2010), soit une augmentation de 9 % par rapport au précédent recensement de 2001 qui comptait 385 habitants.